# Operacija Artur
Operacija Artur (izvirno nemško Operation Arthur) je bila nemška specialno-obveščevalna operacija v Severni Irski in Irski med drugo svetovno vojno, s katero so hoteli povezati delovanje Ire z nemškimi željami (zlom britanskega imperija).